# 舊特爾格紹魯鄉
44°53′N 25°55′E / 44.883°N 25.917°E
舊特爾格紹魯鄉（羅馬尼亞語：Comuna Târgșoru Vechi, Prahova），是羅馬尼亞的鄉份，位於該國中南部，由普拉霍瓦縣負責管轄，面積48平方公里，海拔高度163米，2007年人口9,137，人口密度每平方公里189人。